# Tippa My Tongue
"Tippa My Tongue" é uma canção da banda de rock alternativo norte-americana Red Hot Chili Peppers, sendo lançada oficialmente no dia 19 de agosto de 2022, após ser vazada no dia anterior. É o primeiro single lançado individualmente do álbum Return of the Dream Canteen, lançado alguns meses depois, em 14 de outubro de 2022.

## Informações
Foi a primeira faixa do álbum Return of the Dream Canteen a ser disponibilizada ao público, sendo o segundo trabalho do grupo com o produtor musical Rick Rubin a ser lançado em 2022. O lançamento também marca o segundo álbum após a volta do guitarrista John Frusciante.
O single foi composto pelo vocalista Anthony Kiedis, apresentando letras sexualmente sugestivas. Esta canção foi mencionado primeiramente por Kiedis e Flea juntamente ao anúncio do álbum Return of the Dream Canteen, dito pelos próprios membros como a representação de "tudo o que eles são e já sonharam ser".
Musicalmente, a canção se encontra dentro dos gêneros rock alternativo e funk rock. O baterista, Chad Smith, citou como influências Parliament-Funkadelic, que também influenciou outras canções da banda, George Clinton, que produziu o álbum Freaky Styley, e Jimi Hendrix em sua sonoridade.

## Videoclipe
Um videoclipe foi lançado simultaneamente com a canção, dirigido por Malia James e com animações de Julien Calemard e Thami Nabil, responsáveis pela produção dos videoclipes de "Poster Child" e "These Are the Ways" do álbum Unlimited Love.
O vídeo exibe os membros do grupo se apresentando em um ambiente psicodélico, ambientado por cores fortes, fundos geométricos e distorções gráficas que reforçam a aparência do álbum de "alucinação" e "psicodelia".
As imagens psicodélicas foram descritas pelo sítio estadunidense Louder e pela revista sobre música NME. Enquanto a britânica Far Out Magazine descreveu o cenário como "um mundo psicodélico cheio de formas geométricas e tons tecnicolor".

## Paradas musicais
| País/Parada (2022)                                      | Melhor posição |
| ------------------------------------------------------- | -------------- |
| Canadá (Billboard Rock)                                 | 1              |
| República Tcheca (IFPI)                                 | 5              |
| Japão (Billboard Japan)                                 | 1              |
| Nova Zelândia (RMNZ)                                    | 21             |
| Reino Unido (Singles Downloads Chart)                   | 69             |
| Reino Unido (UK Singles Sales)                          | 71             |
| Estados Unidos (Billboard Hot Rock & Alternative Songs) | 18             |
| Estados Unidos (Billboard Rock Airplay)                 | 1              |

## Créditos
| Red Hot Chili Peppers - Anthony Kiedis - vocais - Flea - baixo - John Frusciante - guitarra, vocais - Chad Smith - bateria | Créditos adicionais - Rick Rubin - produção - Ryan Hewitt - engenharia de áudio |